# Gelato (logiciel)
Pour les articles homonymes, voir Gelato (homonymie).
Gelato (de l'italien) est un composant d'accélérateur de matériel informatique et de rendu, créé par le constructeur de cartes graphiques Nvidia.
Depuis mai 2008, Nvidia ne le développe plus, et il n'est plus supporté.
Avec la version Gelato 2.0, le rendu GPU accéléré est popularisé (à l'opposé du traditionnel rendu CPU). Nvidia publie une version libre et gratuite de Gelato pour PC. Le 23 mai 2008, Nvidia publie la version Gelato Pro comme logiciel gratuit sans licence additionnelle.